# 佐久間川 (福島県)
佐久間川（さくまがわ）は、福島県伊達郡桑折町から同郡国見町にかけて流れる河川であり、一級水系阿武隈川水系の一次支流である。

## 地理
桑折町北西部、奥羽山脈の半田山南麓に位置する南半田地区の山中を水源とする。桑折町中心部の北側を東流し、国見町徳江にて阿武隈川に合流する。

## 流域の自治体
福島県
- 伊達郡桑折町
- 伊達郡国見町

## 支流
- 普蔵川
  - 半田沼

## 主な橋梁
下流より
佐久間川
- 赤水橋（福島県道31号浪江国見線）
- （伊達広域農道）
- 佐久間川橋（国道4号伊達拡幅）
- （JR東北本線）
- （福島県道353号国見福島線）
- （東北自動車道）

普蔵川
- 佐々間橋（福島県道31号浪江国見線）
- 普蔵川橋（国道4号伊達拡幅）
- （JR東北本線）
- （東北自動車道）
- （福島県道353号国見福島線）

## 周辺
佐久間川
- 塚野目城跡
- 桑折町立半田醸芳小学校

普蔵川
- 半田山県立自然公園